# Liste der Kulturdenkmale in Unterrißdorf
Die Liste der Kulturdenkmale in Unterrißdorf enthält die Kulturdenkmale des Landesamtes für Denkmalpflege und Archäologie in Sachsen-Anhalt im Ortsteil Unterrißdorf der Gemeinde Lutherstadt Eisleben und ist eine Teilliste der Liste der Kulturdenkmale in Lutherstadt Eisleben. Grundlage ist das Denkmalverzeichnis des Landes Sachsen-Anhalt, das auf Basis des Denkmalschutzgesetzes des Landes Sachsen-Anhalt, welches am 21. Oktober 1991 durch das Landesamt erstellt und seither laufend ergänzt wurde (Stand: 31. Dezember 2022).

## Legende
In den Spalten befinden sich folgende Informationen:
- Lage: Nennt den Straßennamen und wenn vorhanden die Hausnummer des Kulturdenkmals. Die Grundsortierung der Liste erfolgt nach dieser Adresse. Der Link „Karte“ führt zu verschiedenen Kartendarstellungen und nennt die geographischen Koordinaten.
Link zu einem Kartenansichtstool, um Koordinaten zu setzen. In der Kartenansicht sind Baudenkmale ohne Koordinaten mit einem roten bzw. orangen Marker dargestellt und können in der Karte gesetzt werden. Baudenkmale ohne Bild sind mit einem blauen bzw. roten Marker gekennzeichnet, Baudenkmale mit Bild mit einem grünen bzw. orangen Marker.
- Offizielle Bezeichnung: Nennt den Namen, die Bezeichnung oder zumindest die Art des Kulturdenkmals und verlinkt, soweit vorhanden, auf den Artikel zum Objekt.
- Beschreibung: Nennt bauliche und geschichtliche Einzelheiten des Kulturdenkmals, vorzugsweise die Denkmaleigenschaften.
- Erfassungsnummer: Für jedes Kulturdenkmal wird in Sachsen-Anhalt eine 20stellige Erfassungsnummer vergeben. Die letzten zwölf Ziffern werden für die Untergliederung nach Teilobjekten genutzt und werden nur angegeben, soweit vergeben. In dieser Spalte kann sich folgendes Icon  befinden, dies führt zu Angaben zu diesem Baudenkmal bei Wikidata.
- Ausweisungsart: Die Einordnung des Denkmales nach § 2 Abs. 2 DenkmSchG LSA
- Bild: Ein Bild des Denkmales, und gegebenenfalls einen Link zu weiteren Fotos des Kulturdenkmals im Medienarchiv Wikimedia Commons. Wenn man auf das Kamerasymbol klickt, können Fotos zu Kulturdenkmalen aus dieser Liste hochgeladen werden:

## Kulturdenkmale
| Lage                                                                                      | Bezeichnung    | Beschreibung | Erfassungs- nummer | Ausweisungsart | Bild           |
| ----------------------------------------------------------------------------------------- | -------------- | --- | ------------------ | -------------- | -------------- |
| Am Anger, Hintere Dorfstraße (Karte)                                                      | Kriegerdenkmal | Das Kriegerdenkmal steht unter einer Eiche am Schnittpunkt der Straßen Am Anger und Hintere Dorfstraße. Es erinnert an die Gefallenen des Ersten und des Zweiten Weltkrieges. Das Denkmal wurde aus rotem Sandstein erstellt und trägt folgende Inschriften auf den seitlichen Platten: „Sie starben für uns“, „Zum Gedenken der Opfer des I. Weltkrieges“ und „Zum Gedenken der Opfer des II. Weltkrieges“. Das Denkmal wird bekrönt von einem Stahlhelm. | 094 65464          | Baudenkmal     | BW             |
| Hintere Dorfstraße, Lutherweg östlich des Ortes (Karte)                                   | Feierhalle     | | 094 65467          | Baudenkmal     | BW             |
| Kirchgasse (Karte)                                                                        | Kirche         | Die Kirche Sankt Liudger und Maternus stammt im Kern aus dem späten 12. Jahrhundert. Zu der Kirche als Denkmal gehört noch der Kirchhof und die Einfriedung aus Bruckstein. Der Westturm hat ein Krüppelwalmdach, er wurde 1933/1934 renoviert. Das Kirchenschiff schließt sich im Süden an den Turm an, im Norden springt es vor. In der Nordwand der Kirche befindet sich ein romanisches Portal, an der Südseite ein spätromanisches Portal. Das nördliche Portal ist stark verwittert, das südliche wurde Anfang der 1990er Jahre freigelegt. Im Inneren befinden sich ein Kanzelaltar, dieser stammt im Wesentlichen aus dem Jahr 1717, und eine Orgel von Gottlob Voigt aus dem Jahr 1841. | 094 08199          | Baudenkmal     | Weitere Bilder |
| Lutherweg 20, 21, Gemeinde Unterrißdorf, Flur 7, Flurstück 258 (Gutshaus) und 260 (Karte) | Gutshof        | Das Gutshaus ist ein traufständiger, zweigeschossiger Putzbau mit einem Krüppelwalmdach. Die mittlere von fünf Achsen ist als Risalit ausgebildet, über dem Risalit befindet sich ein Giebel. Zum Gutshaus gehören noch schlichte Wirtschaftsgebäude aus den Jahren 1879 und 1907 und zwei Toranlagen. | 094 65465          | Baudenkmal     | Gutshof        |
| Lutherweg 38 (Karte)                                                                      | Gasthof        | Das Gasthaus wurde im 18. Jahrhundert erbaut, der Saalanbau kam in der zweiten Hälfte des 19. Jahrhunderts hinzu. | 094 65466          | Baudenkmal     | BW             |

## Ehemalige Kulturdenkmale
| Lage              | Bezeichnung | Beschreibung                           | Erfassungs- nummer | Ausweisungsart | Bild |
| ----------------- | ----------- | -------------------------------------- | ------------------ | -------------- | ---- |
| neben Mülldeponie | Mühlenhof   | Hohensteinmühle, Freßmühle, Untermühle | 094 75522          |                |      |